# Epamera aphnaeoides
Epamera aphnaeoides är en fjärilsart som beskrevs av Henry Trimen 1873. Epamera aphnaeoides ingår i släktet Epamera och familjen juvelvingar. Inga underarter finns listade i Catalogue of Life.